# Лонг-Айленд (Багамы)

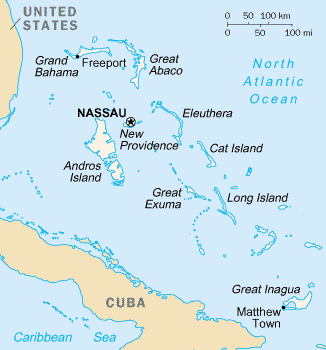
Карта Багамских островов

Лонг-Айленд (англ. Long Island) — остров на Багамах, разделенный Северным тропиком. Это один из районов Багамских островов, известный как самый живописный остров на Багамах. Его столица — Кларенс-Таун. Население Лонг-Айленда составляет 3094 человека.

## География
Лонг-Айленд около 130 километров в длину и 6 километров в ширину в самом широком месте. Площадь суши — 596 км². Лонг-Айленд расположен примерно в 265 км к юго-востоку от багамской столицы Нассау, которая расположена на острове Нью-Провиденс. Северный тропик проходит через северную часть острова.
Северо-восточная сторона Лонг-Айленда известна своими крутыми скалистыми мысами, а юго-западное побережье — широкими белыми пляжами с мягким песком. Рельеф острова широко варьируется по всему острову, включая белые плоские районы, где добывают соль, болота, пляжи, а также пологие (на севере) и низкие (на юге) холмы.
Лонг-Айленд особенно известен своими пещерами, сыгравшими важную роль в истории острова. Голубая дыра Дина, расположенная к западу от Кларенс-Тауна, является второй по глубине подводной воронкой в мире, достигающей глубины около 200 метров, что более чем вдвое превышает глубину большинства других крупных подводных воронок.
Лонг-Айленд окружен небольшими бухтами и бухтами, в том числе Нью-Фаунд-Харбор (New Found Harbour) к западу от Дедманс-Кей (Deadman’s Cay), примерно в средней части острова. У берега есть также небольшие островки, в том числе Сэнди-Кей.

## История
Некоторые авторы отождествляют Лонг-Айленд с местом первого обнаружения земли Христофором Колумбом во время его путешествия в 1492 году. Например, Джозеф Джадж и Самуэль Элиот Морисон идентифицируют Лонг-Айленд как соответствующий третьему острову, который посетил Колумб и который тот назвал Фернандиной, а коренные араваки называют Юмой. Однако множество других историков, географов и других авторов идентифицируют Фернандину как соответствующую другим островам на Багамах, включая Малый Инагуа, Большой Эксума и Андрос. Археологические данные, в том числе церемониальные стулья, называемые «duhos», показывают, что племя лукаянских таино обитало на Лонг-Айленде, вероятно, в пещерной системе острова. После перемещенич лукаян, которые были вывезены в рабство на Эспаньолу и Кубу, здесь не было больших поселений до прибытия семьи Симмс в 1720 году, которая первоначально прибыла на Багамы в 1640-х годах.
Первоначальные лоялисты были в основном из Новой Англии и Нью-Джерси и прибыли на Лонг-Айленд после бегства от американской революции. Эти семьи основали первые фермы, в основном разводя крупный рогатый скот и овец. К 1790-м годам из Северной и Южной Каролины начали прибывать поселенцы, которые приступили к созданию хлопковых плантаций. Плантации процветали всего несколько лет, и к моменту отмены рабства в 1834 году большинство из них было разрушено и заброшено. Сегодня сохранилось много развалин той эпохи, большинство из которых заросло кустарником. Есть также остатки некоторых домов, построенных после отмены рабства, обычно небольших и построенных из камня. Первоначально у них были соломенные крыши; сегодня большинство покрыто черепицей. Потомки этих семей по-прежнему широко распространены на острове.

## Населённые пункты
Кларенс-Таун (Clarence Town), расположенный в южно-центральной части острова, имеет население 86 человек. Близлежащий Дедманс-Кей (Deadman’s Cay; население 328 человек) является крупным населённым пунктом в центре острова, здесь находится аэропорт Дедманс-Кей, который предлагает ежедневные рейсы в Нассау и является крупнейшим и самым загруженным аэропортом острова.
Мангров-Буш (142 жителя) известен кораблестроительной отраслью острова, а Гамильтон (196 жителей) известен своей обширной системой пещер, которая частично открыта для экскурсий. В Солт-Понд (Солт-Понд; 98 жителей) проводится Лонг-Айлендская регата, ежегодное мероприятие, которое привлекает туристов со всего мира. Стелла-Марис (Стелла-Марис; 80 жителей) в северной части острова является центром туристической индустрии острова и включает несколько курортов. Город обслуживает аэропорт Стелла-Марис. В Сеймурсе (Seymour’s), самом северном населённом пункте, стоит памятник Христофору Колумбу. В Баклисе (Buckley’s; 54 жителя) находится средняя школа им. Нельсона Гландвилля Макфарлейна, ученики которой часто получают самые высокие баллы на тесте на багамское свидетельство о среднем образовании (GCSE) среди государственных школ страны, а также библиотека и музей Лонг-Айленда.
Другие населённые пункты включают Роузес (или Роузес-Сетлмент, Roses Settlement), Скраб-Хилл (Scrub Hill), Симмс (Simms) и Бёрнт-Граунд (Burnt Ground). Большинство населённых пунктов острова названы по фамилиям семей, которые их заселили первыми. В результате многие (но не все) названия в форме притяжательного падежа. Населённый пункт, основанный семьёй Грей, например, известен как Грейс (Gray’s).
Одна главная дорога, изначально предназначенная для карет, проходит от мыса Санта-Мария на северной оконечности Лонг-Айленда до южной оконечности острова у Гордонс. Транспорт на Лонг-Айленде автомобильный, с ограниченным количеством такси, особенно от Стелла-Мариса до Дедманс-Кея и Кларенс-Тауна.

## Экономика и туризм
Часть экономики основана на туризме и сельском хозяйстве, но преобладает рыболовство. Жители острова выращивают горох, кукурузу, бананы, разводят мелкий скот: свиней, кур, коз, овец. Часть крупного рогатого скота выращивается на экспорт.
Из-за в целом неблагоприятной почвы Багамских островов большая часть сельского хозяйства на Лонг-Айленде ведется методом золля, что предполагает посадку в плодородных ямах в известняке, где собирается хороший верхний слой почвы. Этот метод ведения сельского хозяйства способствует успеху фермеров Лонг-Айленда, которые обычно могут производить достаточно избыточной продукции, чтобы продавать свои фрукты и овощи на всей территории Багам.
Туристические возможности включают парусный спорт, рыбалку, подводное плавание, фридайвинг, подводное плавание и отдых на пляжах. Пляж мыса Санта-Мария, расположенный у Сеймурс, часто признается одним из самых красивых пляжей в мире. В последние годы конкурентоспособные фридайверы стремились в Голубую дыру Дина как уникальное место для дайвинга, где были установлены как мировые рекорды (в первую очередь новозеландцем Уильямом Трубриджем), так и один чемпионат мира (в 2009 году). Большинство туристов арендуют самолет или летают коммерческим рейсом из международного аэропорта Эксума в Джорджтауне (Эксума) или Нассау. Планировались международные рейсы авиакомпании Locair, которые ознаменовали бы возвращение регулярных международных рейсов спустя более чем десять лет; однако Locair больше не летает.

### Аэропорты
На острове есть два аэропорта: аэропорт Дедманс-Кей, который обслуживает компания Bahamasair и другие местные авиаперевозчики, и аэропорт Стелла-Марис, который также обслуживают местные авиакомпании.

Аэропорт Стелла-Марис был спроектирован и построен Джеком Генри Кордери (Jack Henry Cordery), который был нанят компанией Stella Maris Estate в 1967 году, когда он эмигрировал из Англии, чтобы устроиться на работу менеджером по развитию недвижимости. Он также построил марину (пристань для яхт) и строил дороги. Он умер на Лонг-Айленде в 1968 году и похоронен в Бёрнт-Граунде.

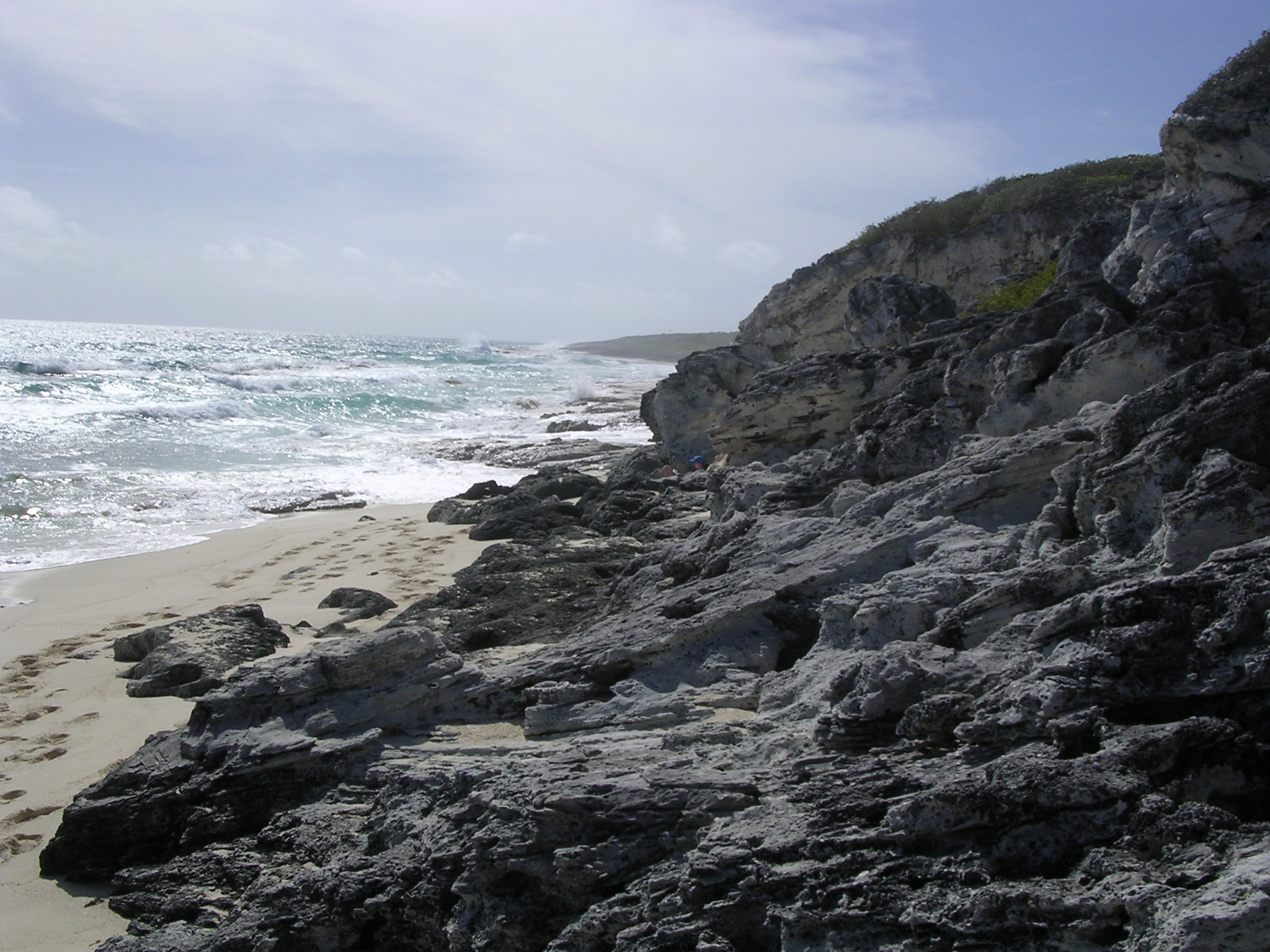
Наветренный берег Лонг-Айленда, Багамы.
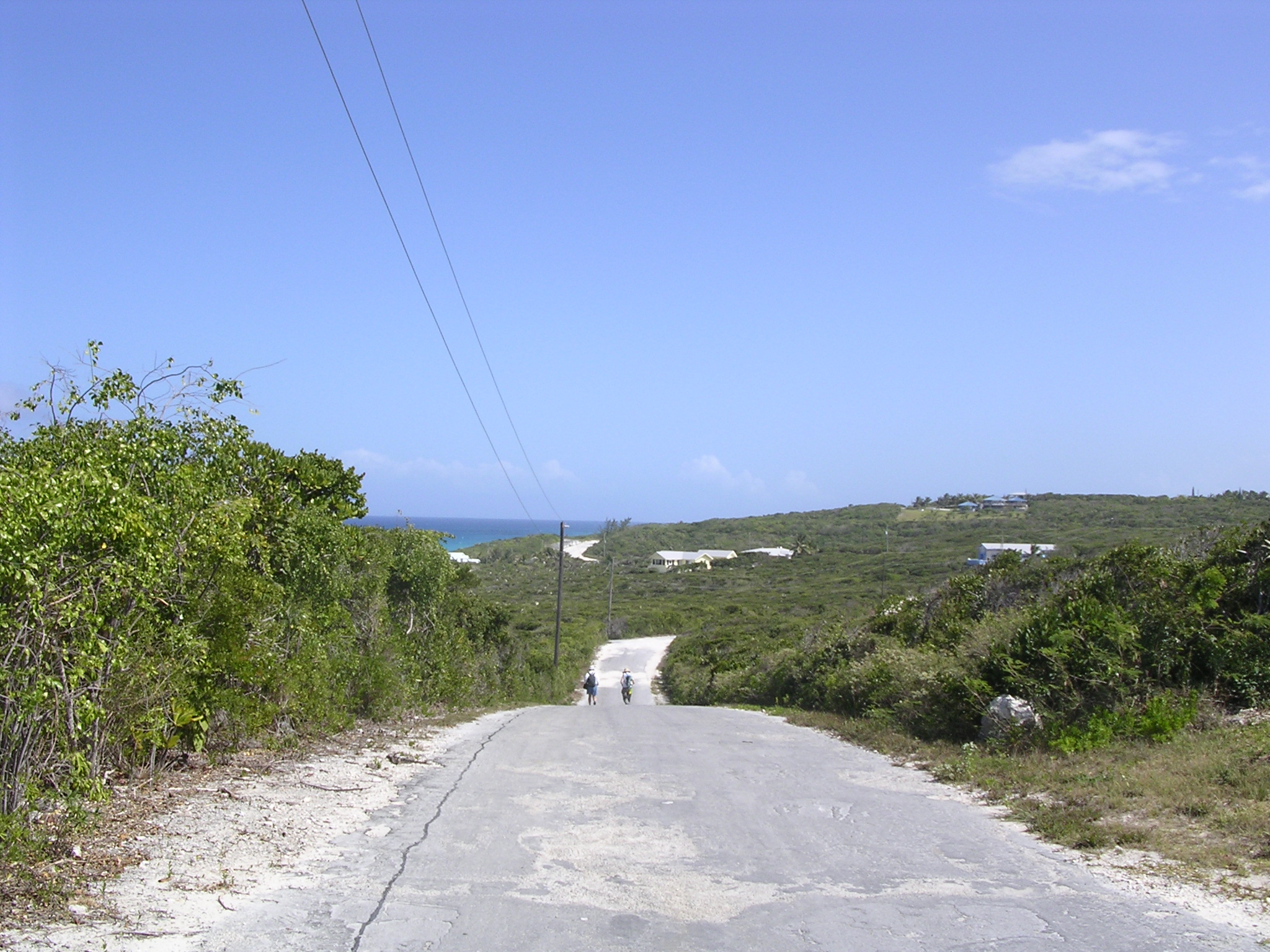
Дорога на Лонг-Айленде, Багамы.
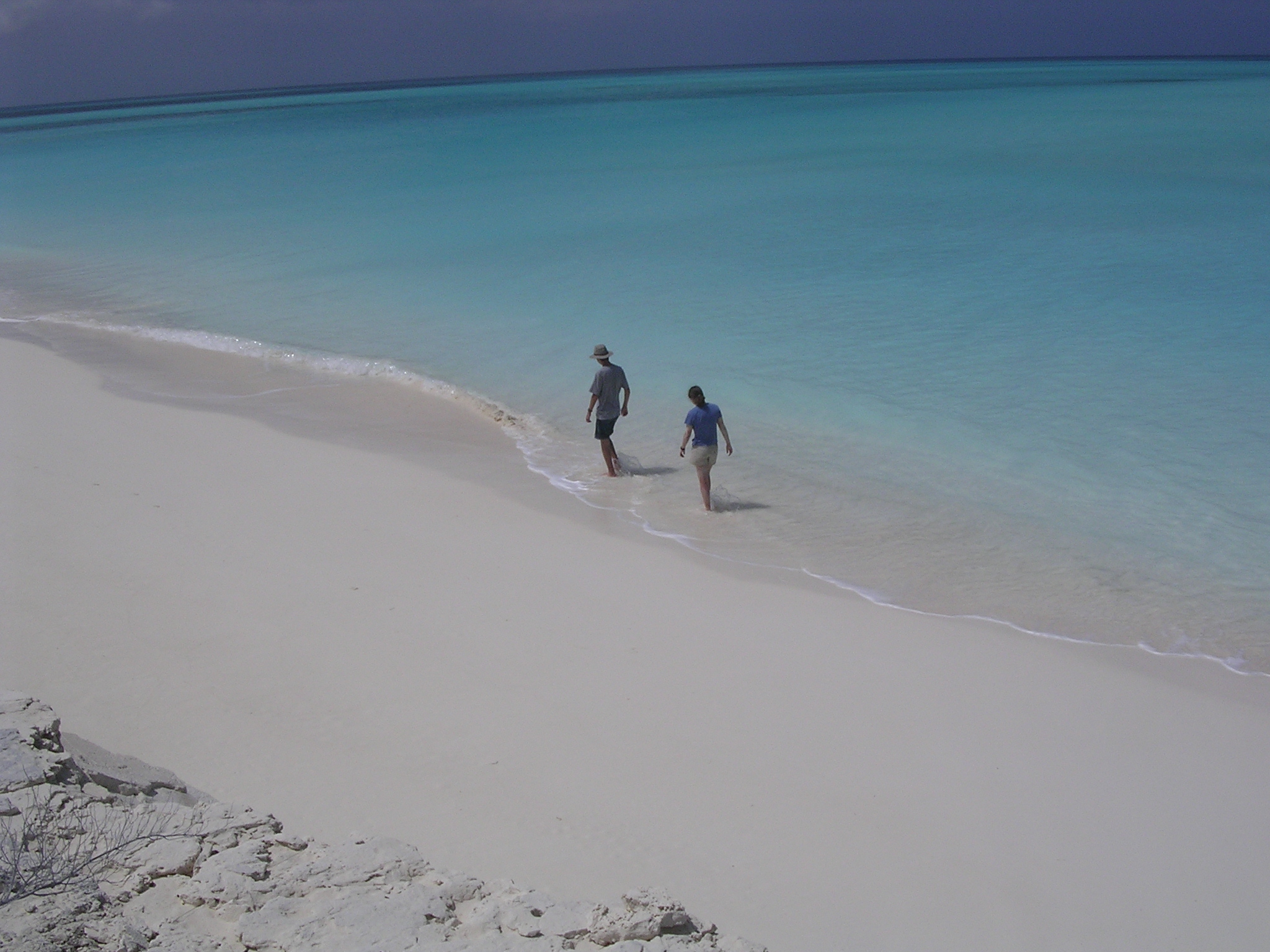
Пляж подветренного берега на Лонг-Айленде, Багамы.
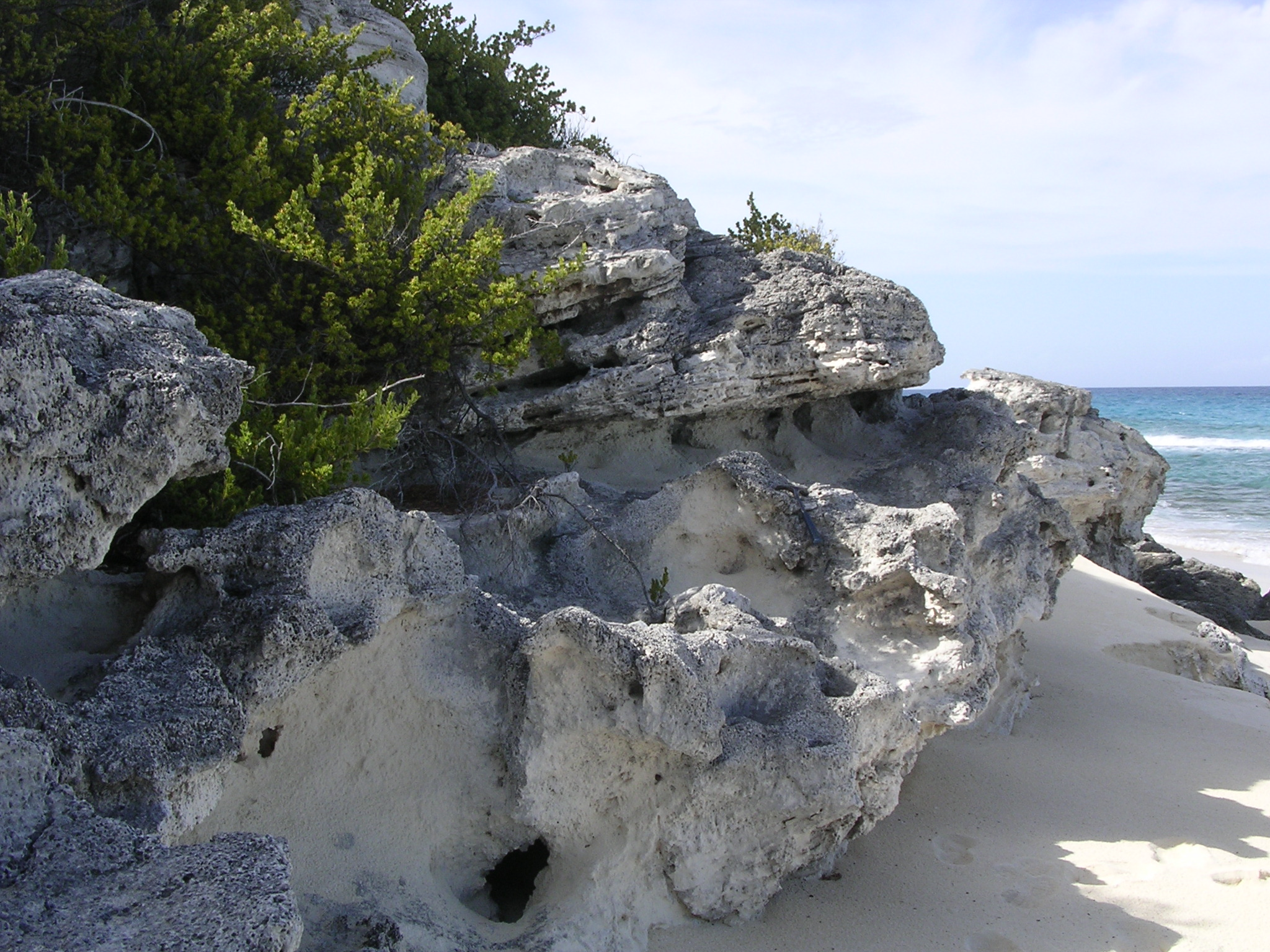
Голоценовый эолианит на Лонг-Айленде, Багамы.
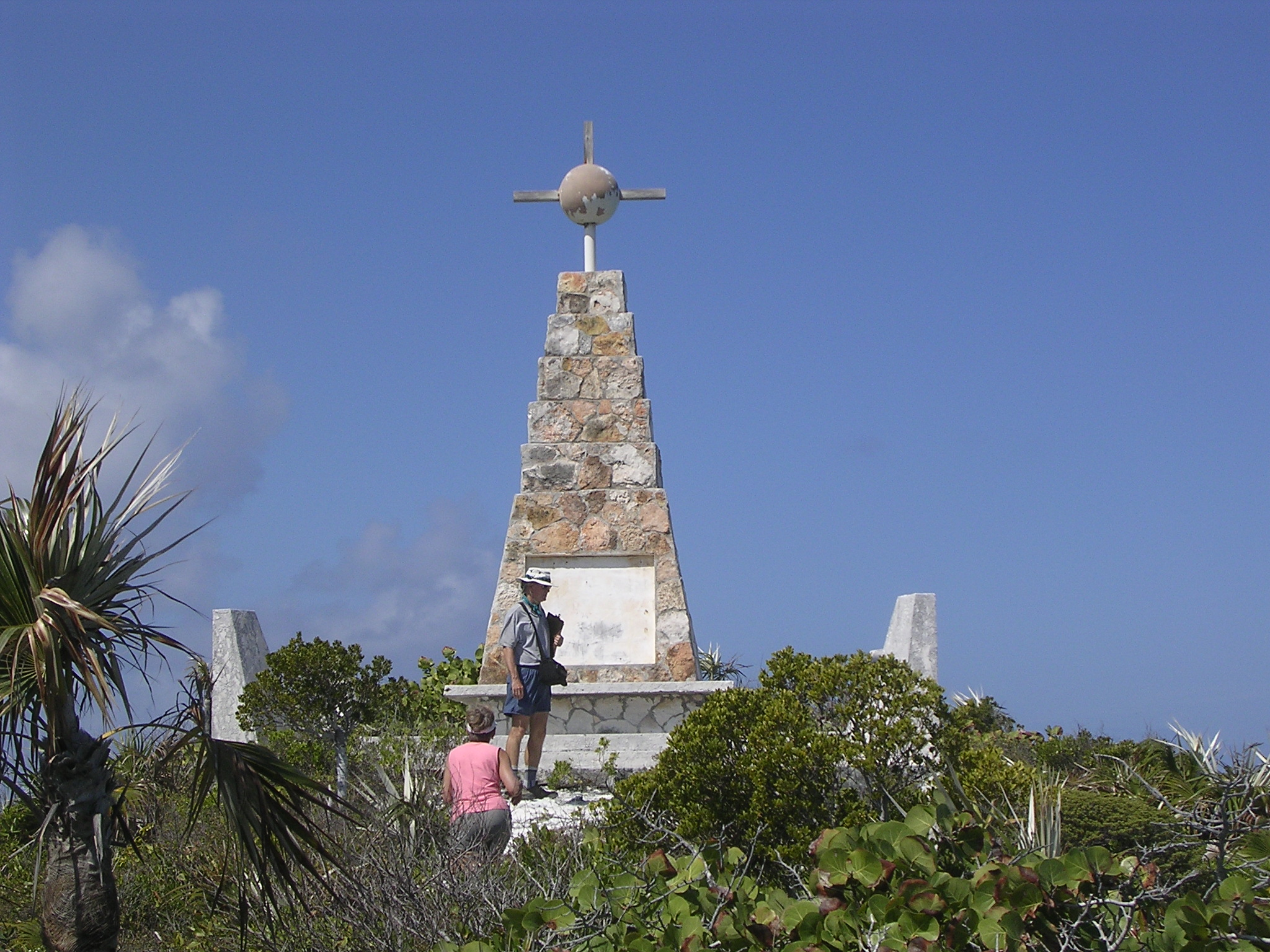
Памятник Колумбу на Лонг-Айленде, Багамы.
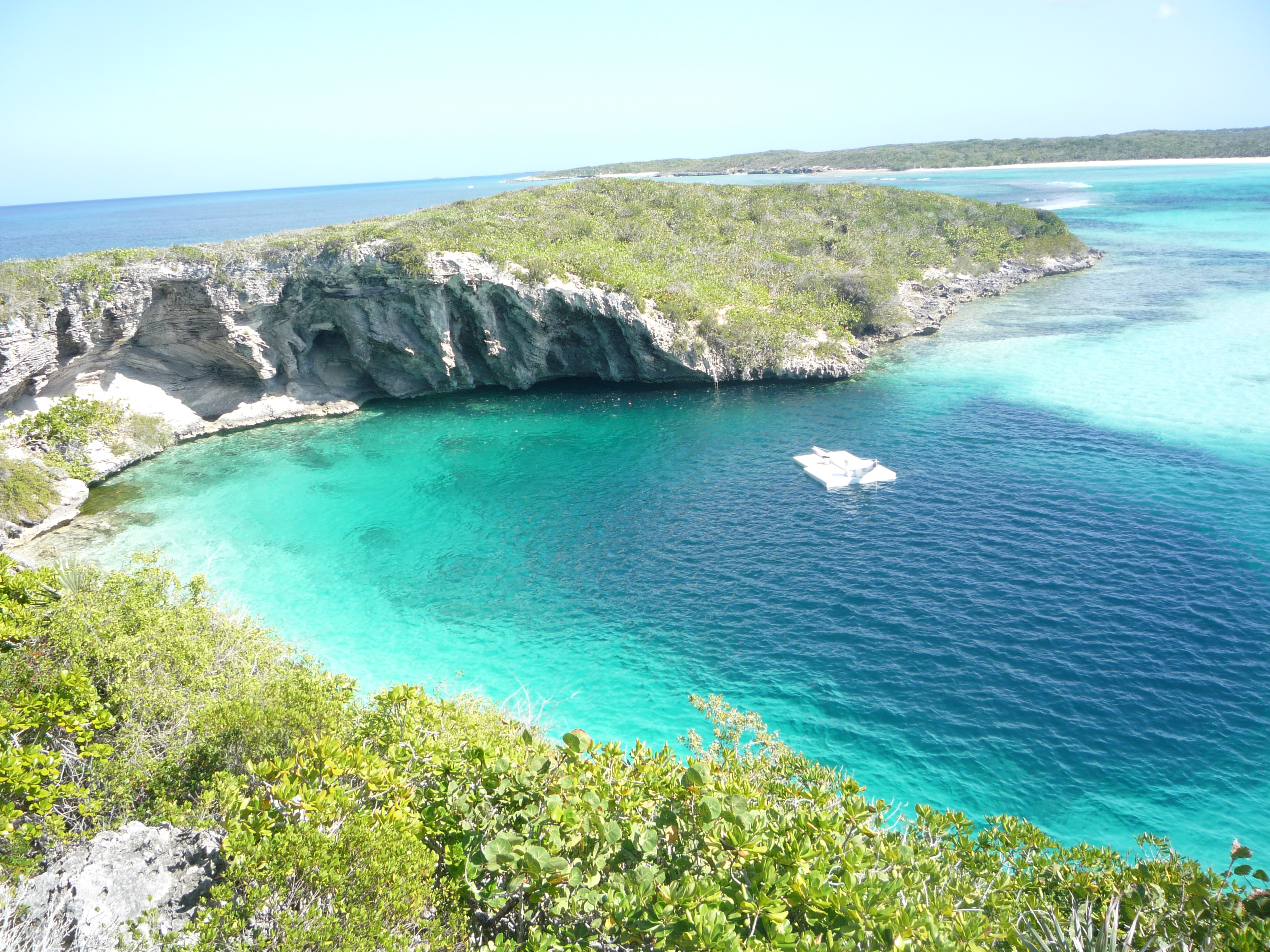
Голубая дыра Дина.